# Craugastor epochthidius
Espèce
Synonymes
- Eleutherodactylus epochthidius McCranie & Wilson, 1997

Statut de conservation UICN

 CR A3ce : 
En danger critique
Craugastor epochthidius est une espèce d'amphibiens de la famille des Craugastoridae.

## Répartition
Cette espèce est endémique du Honduras. Elle se rencontre de 150 à 1 450 m d'altitude dans la sierra de Agalta, sierra Punta Piedra et sierra de Río Tinto, dans le département d'Olancho et les bassins des río Paulaya et río Plátano dans le Département de Colón (Honduras).

## Publication originale
- McCranie & Wilson, 1997 : A review of the Eleutherodactylus milesi-like frogs (Anura, Leptodactylidae) from Honduras with the description of four new species. Alytes vol. 14, no 4, p. 147-174.